# Gnathium francilloni
Gnathium francilloni är en skalbaggsart som beskrevs av Kirby 1818. Gnathium francilloni ingår i släktet Gnathium och familjen oljebaggar. Inga underarter finns listade i Catalogue of Life.